# Нідерланди на зимових Олімпійських іграх 1948
Нідерланди на зимових Олімпійських іграх 1948 року, які проходили у швейцарському місті Санкт-Моріц, була представлена 4 спортсменами (усі чоловіки) в одному виді спорту: ковзанярський спорт. Прапороносцем на церемонії відкриття Олімпійських ігор був ковзаняр Ян Лангедійк.
Нідерланди втретє взяли участь в зимовій Олімпіаді. Нідерландські спортсмени не здобули жодної медалі.

## Ковзанярський спорт
| Дисципліна        | Спортсмен     | Заїзд   | Заїзд |
| Дисципліна        | Спортсмен     | Час     | Місце |
| ----------------- | ------------- | ------- | ----- |
| 500 м, чоловіки   | Кес Брукман   | 46.3    | 28    |
| 500 м, чоловіки   | Антон Гейскес | 46.2    | 27    |
| 500 м, чоловіки   | Ян Лангедійк  | 46.4    | 29    |
| 500 м, чоловіки   | Аад де Конінг | 45.9    | 23    |
| 1500 м, чоловіки  | Кес Брукман   | 2:21.0  | 9     |
| 1500 м, чоловіки  | Антон Гейскес | 2:25.0  | 24    |
| 1500 м, чоловіки  | Ян Лангедійк  | 2:21.9  | 13    |
| 1500 м, чоловіки  | Аад де Конінг | 2:25.3  | 25    |
| 5000 м, чоловіки  | Кес Брукман   | 8:37.3  | 6     |
| 5000 м, чоловіки  | Антон Гейскес | 8:46.4  | 12    |
| 5000 м, чоловіки  | Ян Лангедійк  | 8:36.2  | 5     |
| 5000 м, чоловіки  | Аад де Конінг | 8:57.6  | 20    |
| 10000 м, чоловіки | Кес Брукман   | 17:54.7 | 5     |
| 10000 м, чоловіки | Антон Гейскес | 20:16.4 | 14    |
| 10000 м, чоловіки | Ян Лангедійк  | 17:55.3 | 6     |